# Pallavolo Villanterio
La Pallavolo Villanterio è stata una società pallavolistica femminile italiana con sede a Pavia.

## Storia
La Pallavolo Villanterio viene fondata nel 1995 a Villanterio e nel 1996 partecipa al campionato di Terza Divisione, vincendolo e venendo promossa in Seconda Divisione: tuttavia a causa della mancanza di squadre la squadra è ripescata direttamente in Prima Divisione, categoria che vince nel 1999, accedendo alla Serie D: alla prima partecipazione ottiene una nuova promozione e della stagione 2000-01 disputa la Serie C, chiusa nuovamente al primo posto, conquistando la terza promozione consecutiva.

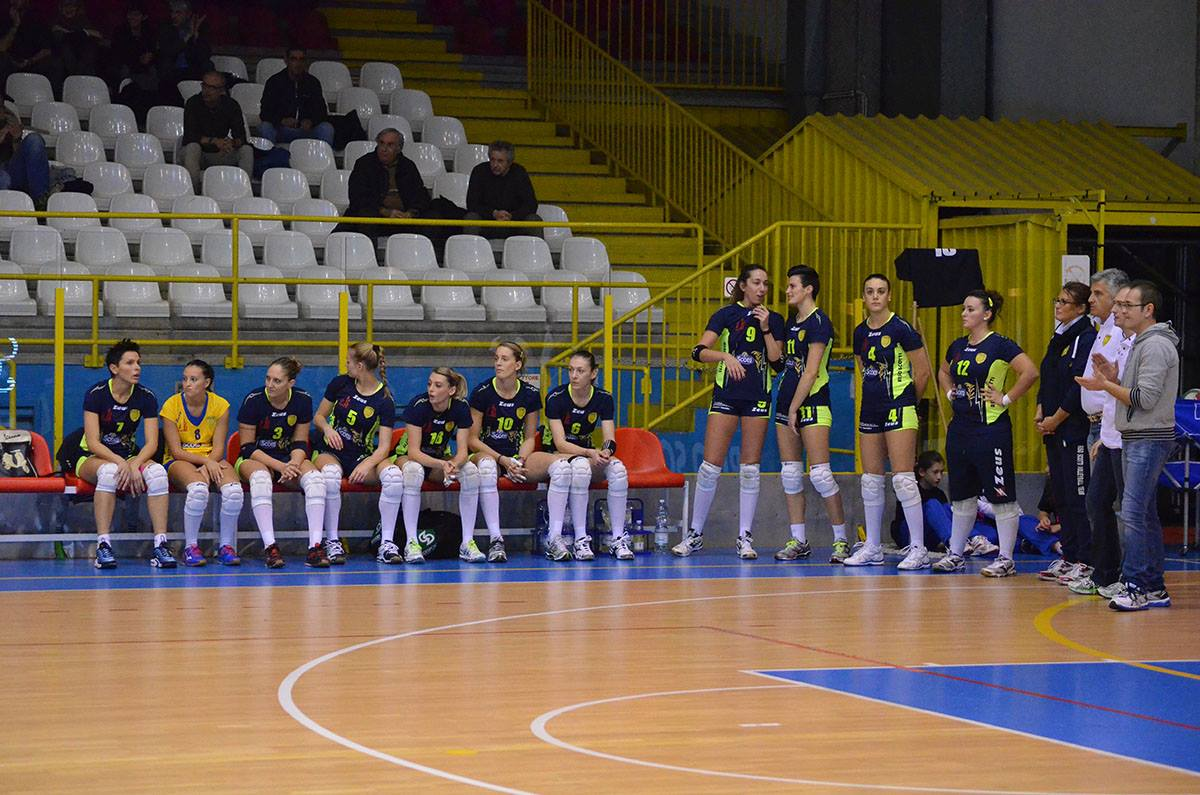
La Pallavolo Villanterio nella stagione 2013-2014

L'esperienza in Serie B2 dura solamente nella stagione 2001-02: la Pallavolo Villanterio infatti chiude la regular season al secondo posto e vincendo i play-off promozione ottiene la quarta promozione consecutiva, questa volta in Serie B1. Esordisce nella terza divisione del campionato italiano nella stagione 2002-03: nell'annata 2003-04 partecipa per la prima volta ai play-off promozione, eliminata ai quarti di finale, mentre nell'annata seguente, dopo il secondo posto in regular season, vince i play-off, battendo in finale il Promoball Volleyball Flero.
Nella stagione 2005-06, quando viene spostata anche la sede sociale a Pavia, pur continuando a mantenere la vecchia denominazione, il club esordisce nella pallavolo professionistica in Serie A2; nella stagione 2007-08, dopo aver concluso la regular season al sesto posto, partecipa per la seconda volta consecutiva ai play-off promozione: batte in quattro gare in finale l'Unione Sportiva Esperia e viene promossa in Serie A1.
Nella stagione 2008-09 partecipa per la prima volta al massimo campionato italiano, chiuso, al decimo posto, qualificandosi per i play-off scudetto dove esce agli ottavi di finale: gli stessi risultati sono raggiunti nella stagione successiva eliminata però ai quarti di finale; chiude la stagione 2010-11 all'ultimo posto in classifica retrocedendo in Serie A2, ma viene ripescata in Serie A1: tuttavia anche nell'annata successiva non va oltre l'ultimo posto, ottenendo una nuova retrocessione. Negli anni di permanenza in Serie A1 esce sempre nelle prime fasi della Coppa Italia.
Partecipa quindi per altre due stagioni alla Serie A2, concluse entrambe nelle posizioni alte della classifiche, ma eliminata rispettivamente nelle semifinali e nei quarti dei play-off promozione: al termine della stagione 2013-14, la Pallavolo Villanterio cede il titolo sportivo alla neonata Pavia Volley, terminando tutte le attività sportive.